# مورين ماهوني
مورين ماهوني (بالإنجليزية: Maureen Mahoney)‏ هي محامية أمريكية، ولدت في 28 أغسطس 1954 في ساوث بند في الولايات المتحدة.